# Carlo Giuseppe Gené
Pour l’article homonyme, voir Gené (Maine et Loire).
Carlo Giuseppe Gené est un écrivain et un naturaliste italien, né le 7 décembre 1800 à Turbigo près de Milan et mort le 14 juillet 1847 à Turin.

## Biographie
Carlo Giuseppe Gené fait ses études à l’université de Pavie où il obtient une licence. En 1828, il devient assistant de la chaire d’histoire naturelle tenue par le professeur Gianmaria Zendrini.
L'année suivante, il voyage en Hongrie et en rapporte une grande collection d'insectes. Il obtient en 1831 la chaire de zoologie de l’université de Turin et la direction du Muséum royal de zoologie, où il succède à Franco Andrea Bonelli (1784-1830).
Il se consacre principalement aux insectes et notamment ceux nuisibles à l’agriculture. À la fin de sa vie, il se consacre à l’étude des vertébrés.

### Postérité
- Ferdinando Arborio Gattinara di Breme (1807-1869) lui dédie le nom latin du goéland railleur, Larus genei, en 1839.

- Gené et François-Joseph Cantraine ont découvert le Spélerpès de Gené (Hydromantes genei), auquel Temminck & Schlegel ont donné le nom.
- Lomanotus genei
- Le Criquet des chaumes, Dociostaurus genei
- Ischnodemus genei